# The Legend of Heroes: Trails in the Sky
A The Legend of Heroes: Trails in the Sky (英雄伝説VI 空の軌跡; Hepburn: Eiyū Densetsu VI: Sora no Kiseki) japán szerepjáték, melyet a Nihon Falcom fejlesztett. Nemzetközileg gyakran Trails in the Sky First Chapterként hivatkoznak rá, hogy megkülönböztessék a Trails in the Sky sorozat további tagjától. A játék a Trails in the Sky trilógia első tagja, utódai a Trails in the Sky Second Chapter és a Trails in the Sky Third Chapter, együttesen alkotják a nagyobb The Legend of Heroes videójáték-sorozat hatodik tagját.
A First Chapter először 2004-ben jelent meg Microsoft Windowsra, majd később, 2006-ban átportolták PlayStation Portable kézikonzolra. Az XSEED Games észak-amerikai videójáték-kiadó cég szerezte meg a Falcomtól a játék kiadási jogait, azonban csak 2011-ben jelentették meg azt annak hatalmas mérete és a lefordítandó szövege mennyisége miatt. 2012 decemberében, a Sony PSP Remaster játékvonalának részeként megjelent a játék magas felbontású (HD) PlayStation 3-portja, amit 2015 júniusában egy feljavított PlayStation Vita-port követett.